# Fiesta fiesta
Fiesta fiesta es un programa televisivo dentro de la categoría reportaje/documental producido por Molinos de Papel y emitido los domingos por la cadena de televisión española Cuatro. Tras una pausa de varias semanas debido a la retransmisión del Mundial de Sudafica 2010, se retomaron las retransmisiones emitiéndose esta vez los viernes. 
Fiesta Fiesta se adentra en las celebraciones populares. Verbenas, romerías, festivales gastronómicos, ferias... que para muchos son el momento más importante del año.
Cada verano, España se convierte en una fiesta. Ancestrales, insólitas, herederas de antiguas tradiciones o de nueva generación, las fiestas son una cita ineludible para muchos ciudadanos. Para todos ellos, estas celebraciones son el momento más importante del año. Dirigido por Jalis de la Serna, reportero veterano de Molinos de Papel, con la producción de Carolina Cubillo, Fiesta Fiesta vive desde dentro las celebraciones más llamativas de España. Allá donde haya una fiesta, los reporteros graban los momentos de más intensidad para compartirlos con la audiencia. Ahondando en sus peculiaridades, acompañando en la diversión, participando por supuesto del respeto por las más variadas tradiciones.

## Reportajes
| Reportaje         | Fiestas | Día de estreno       | Audiencia                              |
| ----------------- | --- | -------------------- | -------------------------------------- |
| Primera temporada | |                      |                                        |
| 1x01              | Romería de la Virgen del Puerto (Plasencia), el Toro de Cuerda (Gaucín), La Fiesta del Pino (Figaró-Montmany), El Bando de la Huerta (Murcia), Romería de San Vicente de Ferrer (Liria) y La Folía (San Vicente de la Barquera) | 30 de mayo de 2010   | 902.000 espectadores y 5,5% de share   |
| 1x02              | Los Caballos del Vino (Caravaca de la Cruz), San Prudencio (Vitoria), la Fiesta del Olivo (Mora), Romería de la Virgen de Piedrascrita (Campanario), Dos de Mayo (Algodonales) y Feria del Vino de Amandi (Sober)               | 6 de junio de 2010   | 940.000 espectadores y 5,8% de share   |
| 1x03              | Moros y Cristianos (Alcoy), Feria de los Patios (Córdoba), San José (Calamonte), Fiestas del Santo (Santo Domingo de la Calzada), Lunes de Quasimodo (Olvera) y la Patum (Berga)                                                | 2 de julio de 2010   | 1.149.000 espectadores y 8,8% de share |
| 1x04              | San Juan (Alicante), San Juan vs. Santa Quiteria (Huete), la Chanfaina (Fuente de Cantos), el Firó (Sóller) y San Isicio (Cazorla)                                                                                              | 9 de julio de 2010   | 421.000 espectadores y 6.6% de share   |
| 1x05              | Santo Toribio (Palencia), Entierro de la Sardina (Murcia), las Carreras (Arroyo de la Luz), el Bollo (Avilés), Fiesta de la Harina (Fuente el Fresno) y Virgen de la Cabeza (Andújar)                                           | 16 de julio de 2010  | 408.000 espectadores y 6,2% de share   |
| 1x06              | Feria del Caballo (Jerez de la Frontera), San Vicente Ferrer (Teulada), el Chíviri (Trujillo), la Almadía (Burgui), San Isidro (Madrid) y el Zarrón (Almazán)                                                                   | 23 de julio de 2010  | 856.000 espectadores y 8,3% de share   |
| 1x07              | Las Justas (Hospital de Órbigo), San Fernando (Aranjuez), Bous al Carrer (Vall de Uxó), San Isidro (Yecla), Dance y contradanza (Cetina), Güevos Pintos (Pola de Siero) y las Cruces (Granada)                                  | 30 de julio de 2010  | 698.000 espectadores y 7,0% de share   |
| 1x08              | A rapa das bestas (Sabucedo), Fiesta de la verdura (Tudela), San Juan del Monte (Miranda de Ebro), San Félix (Morés), Corpus Christi (Puenteareas) y Subida de la Virgen del Castillo (Bernardos)                               | 27 de agosto de 2010 | 485.000 espectadores y 5,8% de share   |

- Datos: Q5861781